# Fusil Chassepot
El Chassepot, oficialmente conocido como el Fusil modèle 1866, era un fusil monotiro de cerrojo, famoso por ser el arma empleada por las tropas francesas en la Guerra Franco-Prusiana. Reemplazó a una gran variedad de fusiles de avancarga Minié, muchos de los cuales habían sido modificados como fusiles de retrocarga en 1867 (Fusil Tabatière). Siendo una gran mejora respecto a los fusiles militares existentes en 1866, el Chassepot marcó el inicio de la era de los fusiles de cerrojo. A partir de 1874, el fusil fue modificado con facilidad para emplear cartuchos metálicos (con la denominación de Fusil Gras), un cambio imposible de hacer en un Dreyse.
Fue fabricado por MAS (acrónimo de Manufacture d'Armes de St. Etienne), Manufacture d'Armes de Châtellerault (MAC) y Manufacture d'Armes de Tulle (MAT). Varios de estos fusiles fueron fabricados bajo contrato en Inglaterra (Potts and Hunt), Bélgica (diversas empresas de Lieja), así como en Placentia y Brescia (posteriormente Italia). El número aproximado de fusiles Chassepot disponibles para el Ejército francés en 1870, era de 1.200.000 unidades. La fabricación del Chassepot fue cancelada en febrero de 1875, cuatro años después del final de la Guerra Franco-Prusiana.

## Historia

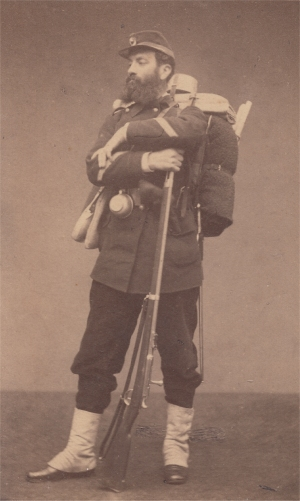
Soldado francés armado con un fusil Chassepot.

El Chassepot fue llamado así en honor a su inventor, Antoine Alphonse Chassepot (1833-1905), que desde 1857 había construido varios modelos experimentales de fusiles de retrocarga. El desarrollo de la guerra de Secesión estadounidense o las más cercanas de Prusia contra Dinamarca o contra Austria demostró claramente la superioridad de las armas de retrocarga con cartuchos integrales (que incluyen el fulminante). Basándose en el sistema de aguja y cartucho combustible del fusil Dreyse, este desarrolló su propio fusil.
En una competición contra los sistemas Fave y Plumere, el 11 de julio de 1866 en el campo de Châlons sur Marne, el sistema de Chassepot salió vencedor. Al mes siguiente obtuvo la patente francesa por la invención de un "fusil de aguja del llamado sistema Chassepot". Previendo el éxito de su sistema, registró también patentes en Bélgica, España y Estados Unidos.
Aceptado para el servicio en momentos en que tenía lugar un intenso debate, a raíz del éxito obtenido por el fusil prusiano Dreyse en la Batalla de Sadowa (3 de julio de 1866), al año siguiente el Chassepot fue empleado en combate por primera vez en la batalla de Mentana (3 de noviembre de 1867). Las tropas francesas equipadas con fusiles Chassepot derrotaron a las fuerzas dirigidas por Giuseppe Garibaldi debido al mayor alcance y velocidad de disparo de sus fusiles, respecto a las obsoletas armas de avancarga de los garibaldinos. El reporte enviado al Parlamento francés mencionaba que "Les Chassepots ont fait merveille!", que se traduciría literalmente como: "Los Chassepot hicieron maravillas!". La verdad era que las pesadas balas cilíndricas de plomo disparadas a gran velocidad por el fusil Chassepot producían heridas mucho más graves que las producidas por el fusil Minié.
Este fusil fue utilizado por el ejército francés poco después de terminada la Segunda Intervención Francesa en México (1862-1867) y durante la Guerra Franco-Prusiana (1870-1871), así como en diversos conflictos coloniales contemporáneos. 
En la Guerra Franco-Prusiana, el Chassepot demostró ser superior al fusil alemán Dreyse al doblar el alcance de este último.  
A pesar de ser de un calibre inferior (11 mm frente a 15,4 mm del fusil alemán), el cartucho del Chassepot tenía una mayor carga de pólvora y por lo tanto una mayor velocidad inicial (un 33% superior a la del Dreyse), obteniendo una trayectoria más estable y un mayor alcance (cercano a los 1.300 metros) gracias a la longitud del cañón, logrando una precisión y penetración superiores. Los Chassepot fueron responsables de la mayor parte de las bajas prusianas durante este conflicto.
El fusil Chassepot fue reemplazado en el Ejército francés, a partir de 1874, por el fusil Gras, que empleaba un cartucho metálico. Muchos de los Chassepot fueron modificados para usar dicho cartucho (Fusil modelo 1866/74).
También fue usado por el Ejército peruano y el Ejército boliviano en la Guerra del Pacífico (1879-1883).

## Diseño
Su recámara era cerrada mediante un cerrojo similar a los empleados en los modernos fusiles que le sucederían. Entre las características técnicas introducidas en 1866 por el fusil Chassepot, habría que destacar el mecanismo de obturación del cerrojo mediante una arandela de caucho, que era novedoso y efectivo. La idea del obturador plástico fue posteriormente adaptada con éxito en piezas de artillería por Valérand de Bange en 1877, mucho tiempo después de la Guerra Franco-Prusiana. El cartucho del Chassepot es del tipo combustible, es decir, que se quemaba al producirse el disparo. Concretamente, dicho cartucho estaba compuesto de una vaina de papel cubierto con gasa de seda que contenía la pólvora negra y el fulminante en la base. La bala de 11 mm (cilíndrica y con punta redonda) se envolvía en otro papel y se unía a la vaina con un cordel fino. Cuando la aguja percutora del fusil perforaba el culote del cartucho y golpeaba el fulminante, se producía el disparo. La vaina de papel y el cordel se queman totalmente, en teoría, y los restos que quedaban, junto con los del fulminante, salían con el siguiente disparo. Mientras que el desempeño balístico y la cadencia de fuego del Chassepot eran excelentes para la época, los restos de papel quemado y el hollín de la pólvora negra se acumulaban en la recámara y el mecanismo del cerrojo tras disparar continuamente. Y la arandela de caucho se desgastaba en combate, aunque era sencilla de reemplazar por el soldado. El fusil de aguja Dreyse y su cartucho habían sido construidos de tal manera para minimizar estos problemas, en detrimento de su desempeño balístico.       
Para corregir este problema, el Chassepot fue reemplazado en 1874 por el fusil Gras, que empleaba un cartucho metálico de percusión central. Por otra parte, el fusil Gras tenía una forma básicamente idéntica a la del Chassepot. Virtualmente todos los viejos fusiles Chassepot (Mle 1866) que estaban almacenados como reserva, fueron modificados para aceptar el cartucho metálico 11 mm Gras (fusil Modèle 1866/74). Alrededor de 150.000 fusiles Chassepot fueron capturados por la coalición alemana que derrotó a Francia en 1871. Grandes cantidades de estos fusiles fueron modificados para emplear el cartucho metálico 11 x 60 R Mauser y acortados al tamaño de una carabina para ser empleados por unidades alemanas de caballería y artillería hasta inicios de la década de 1880. Otros tantos fueron vendidos sin modificar a comerciantes ingleses de armas sobrantes. En la mayoría de casos, los marcajes franceses del cajón de mecanismos de los Chassepot capturados eran borrados.

## Imágenes

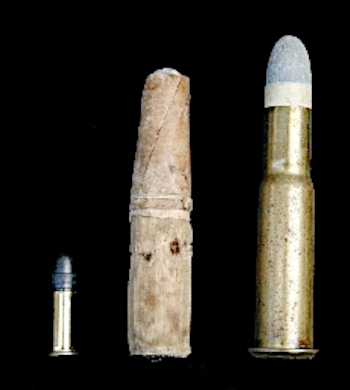
De la izquierda: .22 LR; Cartucho de papel calibre 11 mm para el Chassepot/Fusil modèle 1866; Cartucho metálico 11 x 59,5 R para el Fusil Gras Modelo 1874
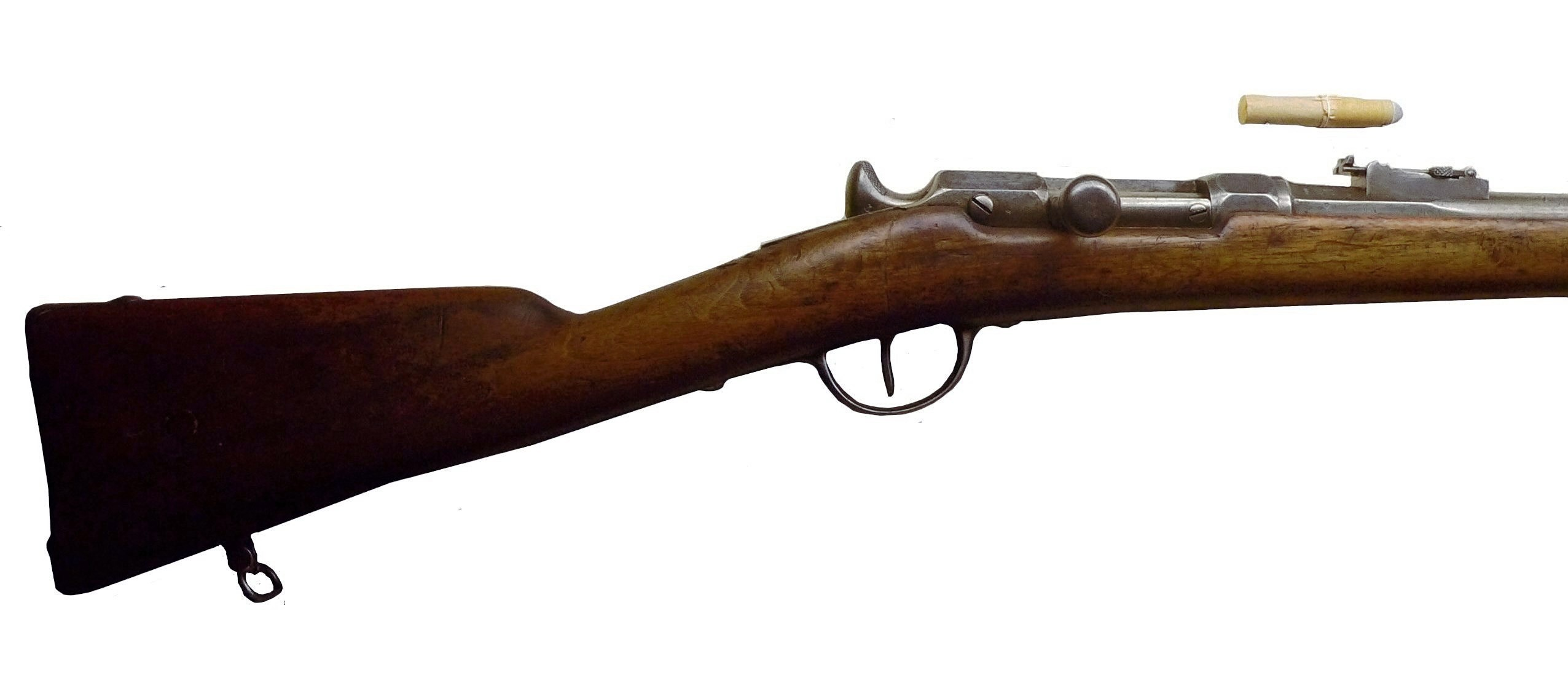
Detalle del cerrojo y del cartucho
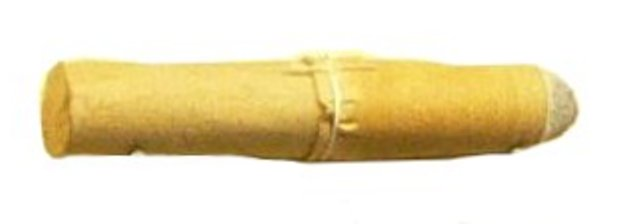
Cartucho Chassepot de papel.